# Végvári Lajos
Végvári Lajos (Zsira, 1919. augusztus 28. – Miskolc, 2004. május 29.) művészettörténész, a Széchenyi Irodalmi és Művészeti Akadémia Miskolci Területi Csoportjának tagja.

## Élete, munkássága
Végvári Lajos Zsirán született, alap- és középfokú tanulmányait Sopronban és Sümegen végezte, 1937-ben érettségizett. Ezt követően 1938-tól a budapesti Magyar Királyi Pázmány Péter Tudományegyetemen kezdetben jogot, majd francia irodalmat, végül művészettörténetet, régészetet és összehasonlító irodalomtudományt hallgatott. Tanárai Hekler Antal, Gerevich Tibor és Kerényi Károly voltak. A második világháború idején, 1943-ban besorozták katonának, majd szovjet hadifogságba esett. 1947-ben tért vissza, és 1948-ban szerezte meg bölcsészdoktori diplomáját, 1956-ban lett a Magyar Tudományos Akadémia kandidátusa.
1947-ben a Fővárosi Népművelési Intézetben helyezkedett el tudományos tanácsadóként, majd 1948-tól öt évig a Fővárosi Képtárban dolgozott, 1950 és 1953 között az igazgatója, egyben a Szépművészeti Múzeum főigazgató-helyettese volt. 1950-től tanított az Eötvös Loránd Tudományegyetemen és a Képzőművészeti Főiskolán, utóbbin 1954-ben a Művészettörténeti tanszék vezetője lett. Kezdetben mint főiskolai tanár, majd 1971-ben egyetemi tanári kinevezést kapott. 1971-ben Miskolcra költözött, felesége Máger Ágnes festőművész. Főiskolai állása megtartása mellett a Miskolci Képtárban, majd a Herman Ottó Múzeumban dolgozott művészettörténészként, és tevékeny részt vállalt a gyűjtemény kialakításában, bővítésében. Tanácsadója volt a neves miskolci műgyűjtőnek, Petró Sándornak is. 1981-es nyugdíjazása után már csak a múzeum képzőművészeti gyűjteményével foglalkozott. Előadásokat tartott az ország számos egyetemén, Debrecenben, Pécsett, Miskolcon, és – töretlen lelkesedéssel – számos közönségtalálkozón vett részt. Miskolci évei során tizenkét könyvet és számtalan tanulmányt írt. A Miskolci Bölcsész Egyesület egyik alapító tagja volt, ahol 1997-ben díszdoktorrá avatták. 1999-ben életműdíjat kapott a Magyar Fotóművészek Szövetségétől, és ekkor tüntették ki a Magyar Köztársasági Érdemrend kiskeresztjével is. 1993-ban Miskolc városa Pro Urbe-díjjal tüntette ki, 2001-ben pedig a város díszpolgára lett. 75. születésnapján Miskolcon kiállítást és ünnepi hangversenyt rendeztek tiszteletére.
Munkássága során – a rendszeres múzeumi munka mellett – folyamatosan publikált és kutatómunkát folytatott, főleg a 19–20. századi egyetemes és magyar festészet története foglalkoztatta. Több mint negyven könyve jelent meg, emellett tanulmányokat, katalógus bevezetőket, kritikákat is írt. Legfontosabb műve a Munkácsy Mihály életének és művészetének bemutatását tartalmazó monográfia. A festészet története mellett fotóelmélettel és fotóesztétikával is foglalkozott, különösen szerette a diaporámát. Művészettörténészi munkáján kívül számos kiállítást is rendezett és megnyitókon működött közre. 2004-ben hunyt el, a Mindszenti temető evangélikus sírkertjében nyugszik.

## Főbb művei
- Szolnoki művészet 1852–1952, 1952
- Munkácsy Mihály, 1955
- Munkácsy élete és művei, 1958
- Manet, 1958
- Delacroix, 1959
- Giotto, 1961
- Szőnyi István, 1962
- Patay László, 1968
- Romantika–realizmus, 1971
- Vadas Ernő, 1977
- Luzsicza Lajos, 1977
- Imreh Zsigmond, 1981
- Tudod-e mi a művészet? 1982
- A szép fénykép – Gyakorlati fotóesztétika, 1983
- Munkácsy Mihály, 1983
- Szinyei Merse Pál, 1986
- Seres János, 1989
- Az európai művészet története, 1989
- Holló László, 1990
- Szalay Lajos, 1990
- Szatír-ikon. Képzőművészeti szatírák, 1965–1992; ill. Máger Ágnes; Felsőmagyarország, Miskolc, 1992
- Bevezetés a művészettörténetbe, 1993
- Életem a vár alatt. Várostörténeti tanulmányok; bev. Németh Péter; Sümegi Fórum Alapítvány–Sümegi Városi Múzeum, Sümeg, 1997 (Múzeumi füzetek. Sümegi Fórum Alapítvány)
- Önarckép tollal. Egy művészettörténész élete; Szabad Tér, Budapest, 1999
- Szurokfenyő. Szinyei Merse Pál kései szerelme; ill. Máger Ágnes; RNS, Budapest, 2001
- Szőnyi és Bernáth, 2003
- Tempesta. Naplóregény; Bíbor, Miskolc, 2004